# Saison 2014-2015 des Celtics de Boston
La saison 2014-2015 des Celtics de Boston est la soixante-huitième saison de basket-ball de la franchise américaine de la National Basketball Association (généralement désignée par le sigle NBA).

## Draft 2014
| Tour | Rang | Joueur       | Position | Nationalité | Université/Ancien club |
| ---- | ---- | ------------ | -------- | ----------- | ---------------------- |
| 1    | 6    | Marcus Smart | Me       | États-Unis  | Oklahoma State         |
| 1    | 17   | James Young  | Ar       | États-Unis  | Kentucky               |